# یانا پلودکووا
یانا پلودکووا (چکی: Jana Plodková؛ ۵ اوت ۱۹۸۱) بازیگر اهل جمهوری چک است. وی از سال ۱۹۸۷ میلادی تاکنون مشغول فعالیت بوده‌است.
از فیلم‌هایی که وی در آن‌ها نقش داشته است، می‌توان به پراگ اشاره نمود.